# Чероки (округ, Южная Каролина)
Округ Чероки (англ. Cherokee County) располагается в штате Южная Каролина, США. Официально образован в 1897 году. По состоянию на 2010 год, численность населения составляла 55 342 человек.

## География
По данным Бюро переписи США, общая площадь округа равняется 1028,231 км2, из которых 1017,871 км2 суша и 12,950 км2 или 1,160 % это водоёмы.

## Население
По данным переписи населения 2000 года в округе проживает 52 537 жителей в составе 20 495 домашних хозяйств и 14 612 семей. Плотность населения составляет 52,00 человека на км2. На территории округа насчитывается 22 400 жилых строений, при плотности застройки около 22,00-х строений на км2. Расовый состав населения: белые — 46,92 %, афроамериканцы — 40,56 %, коренные американцы (индейцы) — 10,20 %, азиаты — 0,31 %, гавайцы — 0,02 %, представители других рас — 1,16 %, представители двух или более рас — 0,84 %. Испаноязычные составляли 2,08 % населения независимо от расы.
В составе 32,70 % из общего числа домашних хозяйств проживают дети в возрасте до 18 лет, 51,30 % домашних хозяйств представляют собой супружеские пары проживающие вместе, 15,40 % домашних хозяйств представляют собой одиноких женщин без супруга, 28,70 % домашних хозяйств не имеют отношения к семьям, 25,00 % домашних хозяйств состоят из одного человека, 9,40 % домашних хозяйств состоят из престарелых (65 лет и старше), проживающих в одиночестве. Средний размер домашнего хозяйства составляет 2,53 человека, и средний размер семьи 3,01 человека.
Возрастной состав округа: 25,80 % моложе 18 лет, 9,00 % от 18 до 24, 29,60 % от 25 до 44, 23,20 % от 45 до 64 и 23,20 % от 65 и старше. Средний возраст жителя округа 35 лет. На каждые 100 женщин приходится 93,80 мужчин. На каждые 100 женщин старше 18 лет приходится 90,70 мужчин.
Средний доход на домохозяйство в округе составлял 33 787 USD, на семью — 39 393 USD. Среднестатистический заработок мужчины был 30 984 USD против 21 298 USD для женщины. Доход на душу населения составлял 16 421 USD. Около 11,00 % семей и 23,90 % общего населения находились ниже черты бедности, в том числе — 16,90 % молодежи (тех, кому ещё не исполнилось 18 лет) и 15,20 % тех, кому было уже больше 65 лет.